# Fußballclub Basel 1893 2001-2002
Questa voce raccoglie le informazioni riguardanti il Fußballclub Basel 1893 nelle competizioni ufficiali della stagione 2001-2002.

## Stagione
Nella stagione 2001-2002 il Basilea, allenato da Christian Gross, concluse il campionato di Lega Nazionale A al 1º posto.Il Basilea concluse il girone di play-off al 1º posto e si laureò Campione di Svizzera. In Coppa Intertoto il Basilea perse la doppia finale con l'Aston Villa.

## Rosa
| N. |                      | Ruolo | Calciatore           |
| -- | -------------------- | ----- | -------------------- |
| 1  | Svizzera (bandiera)  | P     | Pascal Zuberbühler   |
| 2  | Svizzera (bandiera)  | D     | Massimo Ceccaroni    |
| 3  | Svizzera (bandiera)  | D     | Philippe Cravero     |
| 4  | Svizzera (bandiera)  | D     | Alexandre Quennoz    |
| 5  | Germania (bandiera)  | D     | Oliver Kreuzer       |
| 6  | Svizzera (bandiera)  | C     | Benjamin Huggel      |
| 8  | Spagna (bandiera)    | C     | Carlos Varela        |
| 9  | Sudafrica (bandiera) | A     | George Koumantarakis |
| 10 | Svizzera (bandiera)  | C     | Hakan Yakın          |
| 11 | Camerun (bandiera)   | A     | Hervé Tum            |
| 12 | Svizzera (bandiera)  | C     | Sébastien Barberis   |
| 13 | Argentina (bandiera) | A     | Christian Giménez    |

| N. |                                | Ruolo | Calciatore         |
| -- | ------------------------------ | ----- | ------------------ |
| 14 | Svizzera (bandiera)            | C     | Nenad Savić        |
| 15 | Svizzera (bandiera)            | D     | Murat Yakın        |
| 16 | Togo (bandiera)                | C     | Yao Aziawonou      |
| 17 | Svizzera (bandiera)            | C     | Mario Cantaluppi   |
| 18 | Ghana (bandiera)               | A     | Edmond N'Tiamoah   |
| 21 | Svizzera (bandiera)            | A     | Marco Streller     |
| 22 | Serbia e Montenegro (bandiera) | C     | Ivan Ergić         |
| 23 | Svizzera (bandiera)            | D     | Philipp Degen      |
| 24 | Camerun (bandiera)             | D     | Thimothée Atouba   |
| 25 | Svizzera (bandiera)            | P     | Romain Crevoisier  |
| 26 | Australia (bandiera)           | C     | Scott Chipperfield |
| 28 | Svizzera (bandiera)            | D     | Marco Zwyssig      |

## Organigramma societario
Area tecnica
- Allenatore: Christian Gross
- Allenatore in seconda: Fritz Schmid
- Preparatore dei portieri:
- Preparatori atletici: Harry Körner

## Calciomercato

### Sessione estiva
| Acquisti | Acquisti | Acquisti | Acquisti |
| R.       | Nome     | da       | Modalità |
| -------- | -------- | -------- | -------- |

| Cessioni | Cessioni | Cessioni | Cessioni |
| R.       | Nome     | a        | Modalità |
| -------- | -------- | -------- | -------- |

### Sessione invernale
| Acquisti | Acquisti | Acquisti | Acquisti |
| R.       | Nome     | da       | Modalità |
| -------- | -------- | -------- | -------- |

| Cessioni | Cessioni | Cessioni | Cessioni |
| R.       | Nome     | a        | Modalità |
| -------- | -------- | -------- | -------- |

## Risultati

### Lega Nazionale A

#### andata
| Arbitro: | Bertolini |

|                                                               |           |                   |
| Moreira 5’ Duruz 29’ Poueys 55’, 59’, 62’ Ojong 79’, 81’, 86’ | Marcatori | 48’ Koumantarakis |

| Arbitro: | Beck |

|                             |           |                     |
| Tum 6’ Ergić 10’ Huggel 19’ | Marcatori | 89’ (aut.) Streller |

| Arbitro: | Wildhaber |

|                                          |           |                                       |
| Jefferson 10’ Jairo 62’ (rig.) Santo 70’ | Marcatori | 6’ Ergić 14’ Yakın 60’ (rig.) Kreuzer |

| Arbitro: | Wildhaber |

|                                           |           |               |
| Giménez 3’ Yakın 29’ Margairaz 66’ (aut.) | Marcatori | 42’ Chaveriat |

| Arbitro: | Etter |

|                                     |           |  |
| Kavelashvili 31’ Quennoz 82’ (aut.) | Marcatori |  |

| Arbitro: | Meier |

|              |           |  |
| Arifović 36’ | Marcatori |  |

| Arbitro: | Salm |

|                                        |           |           |
| Chipperfield 14’ Giménez 31’ Ergić 37’ | Marcatori | 73’ Hänzi |

| Arbitro: | Busacca |

|            |           |                    |
| Okpala 55’ | Marcatori | 69’ (rig.) Kreuzer |

| Arbitro: | Nobs |

|                                                   |           |           |
| Koumantarakis 11’ Giménez 13’, 52’, 89’ Yakın 68’ | Marcatori | 4’ Magnin |

| Arbitro: | Beck |

|           |           |  |
| Núñez 33’ | Marcatori |  |

| Arbitro: | Meier |

|                                                     |           |            |
| Giménez 45’, 71’ Chipperfield 62’ Koumantarakis 90’ | Marcatori | 82’ Varela |

#### ritorno
| Arbitro: | Rogalla |

|                                    |           |            |
| Giménez 43’ Tcheutchoua 88’ (aut.) | Marcatori | 65’ Poueys |

| Arbitro: | Rutz |

|          |           |                                             |
| Dill 90’ | Marcatori | 12’, 71’ Giménez 42’ Chipperfield 46’ Yakın |

| Arbitro: | Leuba |

|                           |           |               |
| Yakın 4’ Yakın 90’ (rig.) | Marcatori | 61’, 90’ Gane |

| Arbitro: | Bertolini |

|                         |           |                                              |
| Chaveriat 10’ Simon 21’ | Marcatori | 9’ (rig.) Kreuzer 31’, 47’ Giménez 34’ Yakın |

| Arbitro: | Meier |

|                     |           |              |
| Yakın 51’ Ergić 59’ | Marcatori | 37’ Guerrero |

| Arbitro: | Busacca |

|                                             |           |                   |
| Giménez 10’, 34’, 69’, 80’ Chipperfield 46’ | Marcatori | 73’ Tachie-Mensah |

| Arbitro: | Petignat |

|                        |           |                        |
| Malacarne 9’ Tikva 20’ | Marcatori | 33’ Giménez 76’ Varela |

| Arbitro: | Rutz |

|                   |           |  |
| Koumantarakis 51’ | Marcatori |  |

| Arbitro: | Leuba |

|                  |           |                             |
| Rothenbühler 90’ | Marcatori | 13’ Koumantarakis 84’ Yakın |

| Arbitro: | Beck |

|                                      |           |                                          |
| Yakın 7’ Giménez 39’, 74’ Varela 80’ | Marcatori | 12’ Diop 15’, 65’ Cabanas 38’, 49’ Núñez |

| Arbitro: | Petignat |

|  |           |         |
|  | Marcatori | 85’ Tum |

### Play-off

#### andata
| Arbitro: | Wildhaber |

|                     |           |                                                        |
| Sutter 4’ Rossi 70’ | Marcatori | 43’ Yakın 44’ Koumantarakis 69’ Yakın 71’, 83’ Giménez |

| Arbitro: | Busacca |

|                   |           |  |
| Koumantarakis 60’ | Marcatori |  |

| Arbitro: | Leuba |

|                            |           |  |
| Giménez 37’ Cantaluppi 45’ | Marcatori |  |

| Arbitro: | Meßner |

|                                           |           |  |
| Yakın 17’, 36’ Chipperfield 60’ Ergić 74’ | Marcatori |  |

| Arbitro: | Busacca |

|           |           |  |
| Núñez 67’ | Marcatori |  |

| Arbitro: | Meier |

|              |           |                             |
| Fournier 41’ | Marcatori | 14’ (rig.) Yakın 19’ Atouba |

| Arbitro: | Bertolini |

|              |           |                            |
| Di Jorio 42’ | Marcatori | 54’, 56’ Yakın 70’ Zwyssig |

#### ritorno
| Arbitro: | Rutz |

|                                         |           |                     |
| Ergić 45’ Giménez 58’ Hilton 88’ (aut.) | Marcatori | 39’ Frei 47’ Hilton |

| Arbitro: | Nobs |

|                                                 |           |           |
| Yakın 1’ Giménez 46’ Yakın 87’ (rig.) Ergić 89’ | Marcatori | 15’ Hodel |

| Arbitro: | Salm |

|  |           |                                   |
|  | Marcatori | 3’, 40’ Koumantarakis 17’ Giménez |

| Arbitro: | Bertolini |

|  |           |                                              |
|  | Marcatori | 11’ (aut.) Berisha 12’ Tum 58’ Koumantarakis |

| Arbitro: | Meier |

|                  |           |                           |
| Chipperfield 11’ | Marcatori | 6’ Tachie-Mensah 71’ Gane |

| Arbitro: | Schoch |

|                                     |           |              |
| Kavelashvili 8’ Akalé 82’ Keita 85’ | Marcatori | 33’ Barberis |

| Arbitro: | Petignat |

|                                             |           |                           |
| Giménez 7’ Cantaluppi 23’ Ergić 79’ Tum 85’ | Marcatori | 20’, 48’ Magnin 70’ Rossi |

### Coppa Intertoto
| Arbitro: | Marczyk |

|  |           |               |
|  | Marcatori | 14’, 80’ Muff |

| Arbitro: | Pratas |

|                             |           |             |
| Koumantarakis 12’ Yakın 20’ | Marcatori | 56’ Nurmela |

| Arbitro: | Moulin |

|                        |           |                                     |
| Allbäck 4’ Lurling 75’ | Marcatori | 10’ Koumantarakis 24’ Yakın 69’ Tum |

| Arbitro: | Bede |

|                            |           |  |
| Giménez 18’, 21’ Yakın 45’ | Marcatori |  |

| Arbitro: | Melnichuk |

|               |           |                    |
| Thiaw 8’, 45’ | Marcatori | 18’ Tum 62’ Varela |

| Arbitro: | Romain |

|             |           |            |
| Giménez 74’ | Marcatori | 58’ Merson |

| Arbitro: | Larsen |

|                                       |           |                  |
| Vassell 45’ Ángel 55’, 78’ Ginola 84’ | Marcatori | 30’ Chipperfield |

## Statistiche

### Statistiche di squadra
| Competizione     | Punti | In casa | In casa | In casa | In casa | In casa | In casa | In trasferta | In trasferta | In trasferta | In trasferta | In trasferta | In trasferta | Totale | Totale | Totale | Totale | Totale | Totale | DR  |
| Competizione     | Punti | G       | V       | N       | P       | Gf      | Gs      | G            | V            | N            | P            | Gf           | Gs           | G      | V      | N      | P      | Gf     | Gs     | DR  |
| ---------------- | ----- | ------- | ------- | ------- | ------- | ------- | ------- | ------------ | ------------ | ------------ | ------------ | ------------ | ------------ | ------ | ------ | ------ | ------ | ------ | ------ | --- |
| Lega Nazionale A | 43    | 11      | 9       | 1       | 1       | 34      | 15      | 11           | 4            | 3            | 4            | 18           | 22           | 22     | 13     | 4      | 5      | 52     | 37     | +15 |
| Lega Nazionale A | -     | 7       | 6       | 0       | 1       | 19      | 8       | 7            | 5            | 0            | 2            | 17           | 8            | 14     | 11     | 0      | 3      | 36     | 16     | +20 |
| Coppa Intertoto  | -     | 3       | 2       | 1       | 0       | 6       | 2       | 4            | 2            | 1            | 1            | 8            | 8            | 7      | 4      | 2      | 1      | 14     | 10     | +4  |
| Totale           | 43    | 21      | 17      | 2       | 2       | 59      | 25      | 22           | 11           | 4            | 7            | 43           | 38           | 43     | 28     | 6      | 9      | 102    | 63     | +39 |

### Andamento in campionato
| Giornata  | 1  | 2 | 3 | 4 | 5 | 6 | 7 | 8 | 9 | 10 | 11 | 12 | 13 | 14 | 15 | 16 | 17 | 18 | 19 | 20 | 21 | 22 |
| --------- | -- | - | - | - | - | - | - | - | - | -- | -- | -- | -- | -- | -- | -- | -- | -- | -- | -- | -- | -- |
| Luogo     | T  | C | T | C | T | T | C | T | C | T  | C  | C  | T  | C  | T  | C  | C  | T  | C  | T  | C  | T  |
| Risultato | P  | V | N | V | P | P | V | N | V | P  | V  | V  | V  | N  | V  | V  | V  | N  | V  | V  | P  | V  |
| Posizione | 12 | 8 | 8 | 6 | 8 | 9 | 8 | 8 | 5 | 7  | 5  | 3  | 1  | 3  | 1  | 1  | 1  | 1  | 1  | 1  | 1  | 1  |

Legenda:

Luogo: C = Casa; T = Trasferta. Risultato: V = Vittoria; N = Pareggio; P = Sconfitta.

### Statistiche dei giocatori
| Giocatore        | Lega Nazionale A | Lega Nazionale A | Lega Nazionale A | Lega Nazionale A | Coppa Intertoto | Coppa Intertoto | Coppa Intertoto | Coppa Intertoto | Totale   | Totale | Totale      | Totale     |
| Giocatore        | Presenze         | Reti             | Ammonizioni      | Espulsioni       | Presenze        | Reti            | Ammonizioni     | Espulsioni      | Presenze | Reti   | Ammonizioni | Espulsioni |
| ---------------- | ---------------- | ---------------- | ---------------- | ---------------- | --------------- | --------------- | --------------- | --------------- | -------- | ------ | ----------- | ---------- |
| T. Atouba        | 14               | 1                | 0                | 0                | 0               | 0               | 0               | 0               | 14       | 1      | 0           | 0          |
| Y. Aziawonou     | 10               | 0                | 1                | 0                | 4               | 0               | 1               | 0               | 14       | 0      | 2           | 0          |
| S. Barberis      | 22               | 0                | 2                | 0                | 6               | 0               | 0               | 0               | 28       | 0      | 2           | 0          |
| M. Cantaluppi    | 7                | 0                | 1                | 0                | 3               | 0               | 0               | 0               | 10       | 0      | 1           | 0          |
| M. Ceccaroni     | 4                | 0                | 1                | 0                | 6               | 0               | 0               | 0               | 10       | 0      | 1           | 0          |
| S. Chipperfield  | 20               | 4                | 4                | 0                | 6               | 1               | 1               | 0               | 26       | 5      | 5           | 0          |
| P. Cravero       | 20               | 0                | 4                | 0                | 7               | 0               | 1               | 0               | 27       | 0      | 5           | 0          |
| R. Crevoisier    | 0                | 0                | 0                | 0                | 0               | 0               | 0               | 0               | 0        | 0      | 0           | 0          |
| P. Degen         | 2                | 0                | 0                | 0                | 1               | 0               | 0               | 0               | 3        | 0      | 0           | 0          |
| I. Ergić         | 21               | 4                | 0                | 0                | 6               | 0               | 0               | 0               | 27       | 4      | 0           | 0          |
| C. Giménez       | 20               | 19               | 3                | 0                | 5               | 3               | 0               | 0               | 25       | 22     | 3           | 0          |
| M. Herzog        | 0                | 0                | 0                | 0                | 0               | 0               | 0               | 0               | 0        | 0      | 0           | 0          |
| B. Huggel        | 16               | 1                | 3                | 0                | 5               | 0               | 0               | 0               | 21       | 1      | 3           | 0          |
| I. Knez          | 5                | 0                | 0                | 0                | 2               | 0               | 0               | 0               | 7        | 0      | 0           | 0          |
| G. Koumantarakis | 15               | 5                | 0                | 1                | 4               | 2               | 0               | 0               | 19       | 7      | 0           | 1          |
| O. Kreuzer       | 9                | 3                | 2                | 0                | 6               | 0               | 1               | 0               | 15       | 3      | 3           | 0          |
| M. König         | 0                | 0                | 0                | 0                | 0               | 0               | 0               | 0               | 0        | 0      | 0           | 0          |
| F. Magro         | 0                | 0                | 0                | 0                | 1               | 1               | 1               | 0               | 1        | 1      | 1           | 0          |
| A. Muff          | 1                | 0                | 0                | 0                | 2               | 2               | 1               | 0               | 3        | 2      | 1           | 0          |
| E. N'Tiamoah     | 0                | 0                | 0                | 0                | 0               | 0               | 0               | 0               | 0        | 0      | 0           | 0          |
| A. Quennoz       | 19               | 0                | 0                | 0                | 7               | 0               | 0               | 0               | 26       | 0      | 0           | 0          |
| N. Savić         | 0                | 0                | 0                | 0                | 0               | 0               | 0               | 0               | 0        | 0      | 0           | 0          |
| M. Streller      | 1                | 0                | 0                | 0                | 2               | 0               | 0               | 0               | 3        | 0      | 0           | 0          |
| J. Tchouga       | 10               | 0                | 0                | 0                | 5               | 1               | 0               | 0               | 15       | 1      | 0           | 0          |
| H. Tum           | 20               | 2                | 0                | 0                | 6               | 3               | 0               | 0               | 26       | 5      | 0           | 0          |
| C. Varela        | 19               | 2                | 8                | 0                | 7               | 1               | 1               | 0               | 26       | 3      | 9           | 0          |
| H. Yakın         | 17               | 8                | 2                | 2                | 7               | 3               | 0               | 0               | 24       | 11     | 2           | 2          |
| M. Yakın         | 18               | 2                | 5                | 1                | 5               | 0               | 1               | 0               | 23       | 2      | 6           | 1          |
| P. Zuberbühler   | 22               | 0                | 0                | 0                | 8               | 0               | 1               | 0               | 30       | 0      | 1           | 0          |
| M. Zwyssig       | 14               | 1                | 1                | 0                | 0               | 0               | 0               | 0               | 14       | 1      | 1           | 0          |